# Jackson Galaxy

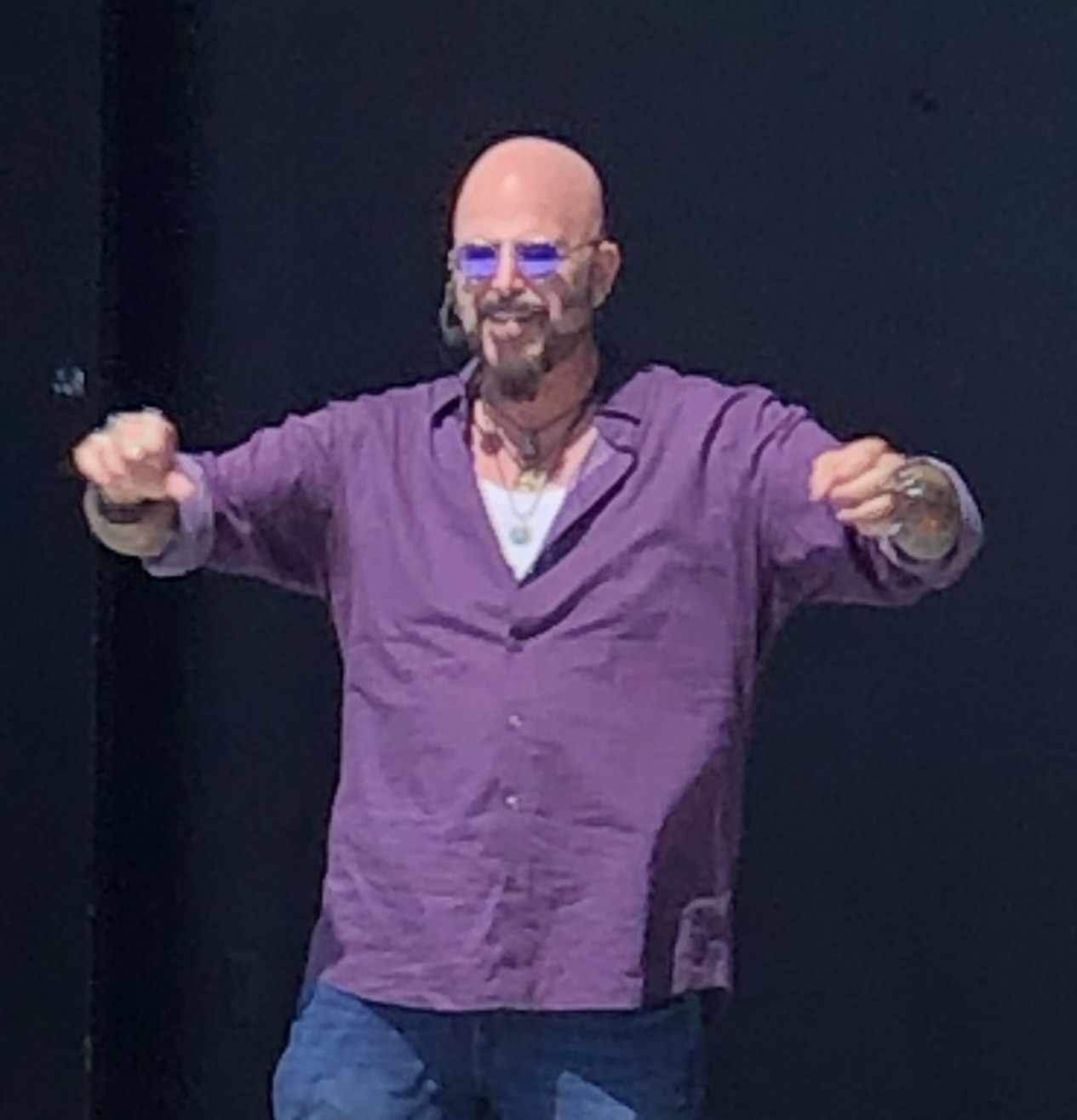
Jackson Galaxy in 2019

Jackson Galaxy (geboren New York, 28 april 1966 als Richard Kirshner) is een kattengedragsdeskundige en presentator van de televisieserie My Cat From Hell.

## Carrière
In 1992 verhuisde Jackson Galaxy van New York naar Boulder, Colorado om daar als muzikant op te treden met zijn band, Pope of the Circus Gods. Tijdens deze periode in Boulder werkte hij bij een asiel, waar hij leerde dat de overbevolking van asielen ertoe leidde dat katten regelmatig geëuthanaseerd werden. Galaxy maakte het zijn project om dit zo veel mogelijk te voorkomen, door katten te helpen met hun gedrag zodat ze geadopteerd konden worden.
In 2002 begon hij als kattengedragsdeskundige samen met de holistische dierenarts Dr. Jean Hofve een eigen praktijk: Little Big Cat, Inc. Vanuit de praktijk gaven ze katteneigenaren advies, waarbij de nadruk lag op de samenhang tussen lichamelijke gezondheid en gedrag.
In 2007 verhuisde Galaxy naar Los Angeles, waar hij opnieuw een eigen praktijk oprichtte. Als kattengedragsdeskundige ondernam hij één-op-één-sessies met katten en hun eigenaren om gedragsproblemen op te lossen. Galaxy werkt daarnaast ook nauw samen met asielen en dierenorganisaties, waarbij hij ze zijn technieken aanleert en helpt om de omstandigheden te verbeteren.
Galaxy verscheen al als de officiële kattengedragsdeskundige voor het Amerikaanse televisieprogramma Think Like a Cat, en was ook te zien als kattenexpert in het programma Cats 101 van Animal Planet.
Sinds mei 2011 heeft Galaxy zijn eigen realityserie bij Animal Planet: My Cat From Hell. In deze serie helpt hij katteneigenaren wiens kat een gedragsprobleem heeft. Van deze serie zijn inmiddels acht seizoenen uitgezonden, het negende seizoen wordt in het najaar van 2018 uitgezonden.
Naast zijn tv-serie geeft Galaxy sinds 2013 ook advies via zijn YouTube-kanaal genaamd in een webserie genaamd Cat Mojo.
In 2014 startte Galaxy met de stichting The Jackson Galaxy Project, een stichting die kennis over kattengedrag verspreidt, en asielen helpt door hun interieur beter te ontwerpen en hen de kennis te geven om katten te socialiseren, zodat deze sneller geadopteerd kunnen worden.
In 2017 presenteerde Galaxy samen met hondengedragsdeskundige Zoe Sandor nog een televisieserie voor Animal Planet: Cat vs. Dog. Ook hier geeft Galaxy advies over kattengedrag, maar dan in huishoudens waar katten en honden samen moet leven.

## Boeken
Naast zijn werk voor de televisie heeft Jackson Galaxy ook een aantal boeken geschreven over het samenwonen met katten.
- Cat Daddy: What the World's Most Incorrigible Cat Taught Me About Love, Life, and Coming Clean (2013, in samenwerking met Joel Derfner)
- Catification: Designing a Happy and Stylish Home for Your Cat (and You!) (2014, in samenwerking met Kate Benjamin)
- Catify to Satisfy: Simple Solutions for Creating a Cat-Friendly Home (2015, in samenwerking met Kate Benjamin)
- Total Cat Mojo: Everything You Need to Know to Care for Your Favorite Feline Friend (2017, in samenwerking met Mikel Delgado).[7]

## Privéleven
Jackson Galaxy trouwde op 29 juni 2014 in een dierenasiel in Kanab, Utah met Minoo Rahbar. Hun hond, Mooshka, was de ringdrager.